# ثابتا فايينبوم

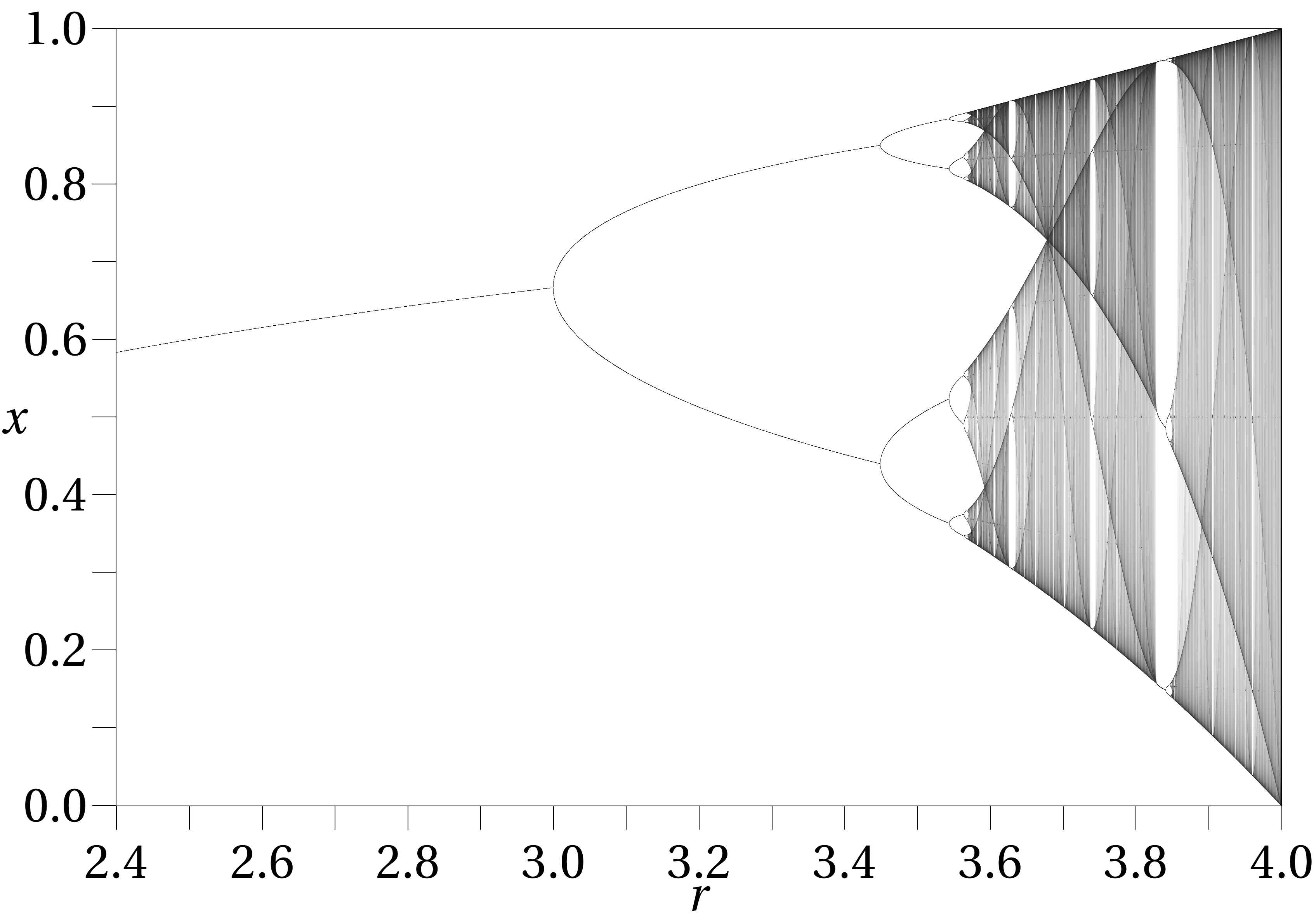
رسم بياني لتشعب المتتالية اللوجستية

ثابتا فايينبوم هما ثابتان رياضياتيان يظهران في الرياضيات، وبالأخص في نظرية التشعب. سمي هذان الثابتان على اسم الرياضياتي ميتشل فايينبوم

## تاريخ
اكتشف الثابتان سنة 1975 من طرف ميتشل فايينبوم بينما كان يدرس الرسم البياني للمتتالية اللوجستية، لكنه لاحقا برهن على أن هذين الثابتين ينطبقان على كل الدوال الرباعية التي تقترب من الشواش عن طريق التشعب.

سنة 1999، قام برودهرست بحساب كلا الثابتين إلى 1018 رتبة عشرية.

## الثابت الأول
ثابت فاينباوم الأول δ هو النسبة الحدية لكل تشعب داخلي للتشعب الذي يليه في زمن مضاعفة التشعب يساوي الثابت الأول:
{\displaystyle \delta =4.669\,201\,609\,\ldots }

## الثابت الثاني
ثابت فايينبوم الثاني، الذي يرمز له بα، وقيمته تساوي تقريبا: (متسلسلة A006890 في OEIS)
{\displaystyle \alpha =2.502\,907\,875\,095\,\ldots }
يمثل الخارج بين عرض شوكة وعرض واحدة من شوكتيها السفليتين (الشوكة أو السن هي إحدى فروع التمثيل المبياني للتشعب)، أي أنه معامل التقليص بين قيم x عند التشعب. عندما يتم حساب هذا الخارج تتم إضافة رمز سالب إلى قيمة α

يمكن تقريب قيمة α عن طريق حل المعادلة التالية:
{\displaystyle \alpha ^{5}+2\alpha ^{4}-2\alpha ^{3}-\alpha ^{2}+2\alpha -1=0}
والتي تعطي: {\displaystyle |\alpha |=2,486\,\ldots }